# Communauté de communes de la Haute-Ariège
La communauté de communes de la Haute-Ariège, est une communauté de communes française, située dans le département de l'Ariège et la région Occitanie.

## Historique
Elle est créée le 1er janvier 2017 par la fusion des communautés de communes d'Auzat-Vicdessos, du Donezan et des Vallées d’Ax.
Le 1er janvier 2019, les communes d'Aulos et de Sinsat fusionnent pour constituer la commune nouvelle d'Aulos-Sinsat. À la même date, celles de Goulier, Sem, Suc-et-Sentenac et Vicdessos fusionnent pour constituer la commune nouvelle de Val-de-Sos.
Le 1er janvier 2025, les communes de Caychax et de Senconac fusionnent pour constituer la commune nouvelle de Caychax-et-Senconac.

## Territoire communautaire

### Géographie
Elle est située en Ariège (région Occitanie).

### Composition
La communauté de communes est composée des 51 communes suivantes :

| Nom                         | Code Insee | Gentilé         | Superficie (km2) | Population (dernière pop. légale) | Densité (hab./km2) |
| --------------------------- | ---------- | --------------- | ---------------- | --------------------------------- | ------------------ |
| Luzenac (siège)             | 09176      | Luzenacois      | 26,43            | 514 (2022)                        | 19                 |
| Albiès                      | 09004      | Albiésois       | 7,69             | 122 (2022)                        | 16                 |
| Appy                        | 09012      | Pynarols        | 6,1              | 28 (2022)                         | 4,6                |
| Artigues                    | 09020      | Artiguais       | 12,43            | 32 (2022)                         | 2,6                |
| Ascou                       | 09023      | Ascounais       | 35,59            | 115 (2022)                        | 3,2                |
| Aston                       | 09024      | Astonnais       | 153,8            | 193 (2022)                        | 1,3                |
| Aulos-Sinsat                | 09296      |                 | 5,05             | 157 (2022)                        | 31                 |
| Auzat                       | 09030      | Auzatois        | 162,74           | 562 (2022)                        | 3,5                |
| Ax-les-Thermes              | 09032      | Axéens          | 30,26            | 1 277 (2022)                      | 42                 |
| Axiat                       | 09031      | Axiatois        | 9,54             | 39 (2022)                         | 4,1                |
| Bestiac                     | 09053      | Bestiacois      | 6,57             | 30 (2022)                         | 4,6                |
| Bouan                       | 09064      | Bouannais       | 3,44             | 41 (2022)                         | 12                 |
| Les Cabannes                | 09070      | Cabannais       | 0,87             | 330 (2022)                        | 379                |
| Carcanières                 | 09078      | Carcanièrois    | 6,5              | 71 (2022)                         | 11                 |
| Caussou                     | 09087      | Caussounais     | 15,83            | 47 (2022)                         | 3                  |
| Caychax-et-Senconac         | 09088      |                 | 10,33            | 20 (2022)                         | 1,9                |
| Château-Verdun              | 09096      | Castelverdunois | 0,79             | 41 (2022)                         | 52                 |
| Garanou                     | 09131      | Garnouais       | 3,01             | 146 (2022)                        | 49                 |
| Gestiès                     | 09134      | Gestiérois      | 27,46            | 36 (2022)                         | 1,3                |
| L'Hospitalet-près-l'Andorre | 09139      | Espitalois      | 26,12            | 95 (2022)                         | 3,6                |
| Ignaux                      | 09140      | Ignaous         | 5,49             | 126 (2022)                        | 23                 |
| Illier-et-Laramade          | 09143      | Illiermadois    | 5,02             | 38 (2022)                         | 7,6                |
| Larcat                      | 09155      | Larcatois       | 9,31             | 49 (2022)                         | 5,3                |
| Larnat                      | 09156      | Larnatois       | 5,6              | 19 (2022)                         | 3,4                |
| Lassur                      | 09159      | Lassuréens      | 11,99            | 84 (2022)                         | 7                  |
| Lercoul                     | 09162      | Lercolois       | 19,01            | 14 (2022)                         | 0,74               |
| Lordat                      | 09171      | Lordatois       | 7,37             | 63 (2022)                         | 8,5                |
| Mérens-les-Vals             | 09189      | Merengois       | 80,12            | 168 (2022)                        | 2,1                |
| Mijanès                     | 09193      | Mijanésiens     | 39,95            | 58 (2022)                         | 1,5                |
| Montaillou                  | 09197      | Montallionois   | 8,61             | 17 (2022)                         | 2                  |
| Orgeix                      | 09218      | Orgeixois       | 18,39            | 101 (2022)                        | 5,5                |
| Orlu                        | 09220      | Orluséens       | 70,79            | 160 (2022)                        | 2,3                |
| Orus                        | 09222      | Orusiens        | 9,12             | 24 (2022)                         | 2,6                |
| Pech                        | 09226      | Péchois         | 4,81             | 37 (2022)                         | 7,7                |
| Perles-et-Castelet          | 09228      | Perlois         | 17,77            | 219 (2022)                        | 12                 |
| Le Pla                      | 09230      | Pléens          | 12,97            | 61 (2022)                         | 4,7                |
| Prades                      | 09232      | Pradéens        | 28,97            | 46 (2022)                         | 1,6                |
| Le Puch                     | 09237      | Puchéens        | 2,89             | 28 (2022)                         | 9,7                |
| Quérigut                    | 09239      | Quérigutéens    | 36,4             | 137 (2022)                        | 3,8                |
| Rouze                       | 09252      | Rouzéens        | 9,51             | 85 (2022)                         | 8,9                |
| Savignac-les-Ormeaux        | 09283      | Savignacois     | 28,31            | 397 (2022)                        | 14                 |
| Siguer                      | 09295      | Siguerois       | 38,73            | 95 (2022)                         | 2,5                |
| Sorgeat                     | 09298      | Sorgeatois      | 18,92            | 90 (2022)                         | 4,8                |
| Tignac                      | 09311      | Tignacois       | 3,53             | 20 (2022)                         | 5,7                |
| Unac                        | 09318      | Unaquois        | 2,65             | 127 (2022)                        | 48                 |
| Urs                         | 09320      | Urséens         | 0,91             | 27 (2022)                         | 30                 |
| Val-de-Sos                  | 09334      | Val-de-Sossois  | 53,14            | 571 (2022)                        | 11                 |
| Vaychis                     | 09325      | Vaychissiens    | 4,49             | 35 (2022)                         | 7,8                |
| Vèbre                       | 09326      | Vebrois         | 5,19             | 115 (2022)                        | 22                 |
| Verdun                      | 09328      | Verdunois       | 11,71            | 208 (2022)                        | 18                 |
| Vernaux                     | 09330      | Vernausiens     | 6,06             | 34 (2022)                         | 5,6                |

### Démographie
| 1968  | 1975  | 1982  | 1990  | 1999  | 2010  | 2015  | 2022  |
| ----- | ----- | ----- | ----- | ----- | ----- | ----- | ----- |
| 9 160 | 8 290 | 8 129 | 7 481 | 7 536 | 7 575 | 7 226 | 7 149 |

## Administration

### Siège
Le siège de la communauté de communes est situé au 13, Route Nationale 20, 09250 Luzenac.

### Les élus
Le conseil communautaire de la communauté de communes de la Haute-Ariège se compose de 69 conseillers représentant chacune des communes membres et élus pour une durée de six ans.
Ils sont répartis comme suit :
| Nombre de conseillers | Communes                                                |
| --------------------- | ------------------------------------------------------- |
| 9                     | Ax-les-Thermes                                          |
| 4                     | Val-de-Sos                                              |
| 3                     | Auzat, Luzenac                                          |
| 2                     | Les Cabannes, Caychax-et-Senconac, Savignac-les-Ormeaux |
| 1 (+ 1 suppléant)     | les 44 autres communes                                  |

### Présidence
| Période                                  | Période                       | Identité    | Étiquette | Qualité                |
| ---------------------------------------- | ----------------------------- | ----------- | --------- | ---------------------- |
| 12 janvier 2017                          | En cours (au 14 juillet 2020) | Alain Naudy | PS        | Maire d'Orlu (1995 → ) |
| Les données manquantes sont à compléter. |                               |             |           |                        |

### Régime fiscal et budget
Le régime fiscal de la communauté de communes est la fiscalité professionnelle unique (FPU).